# Dermatologi
Dermato-venerologi (fra græsk derma "hud") er det medicinske speciale, der beskæftiger sig med hudsygdomme og kønssygdomme. Læger der har dermato-venerologi som speciale kaldes hudlæger eller dermatologer.